# Liste de villes des Îles Salomon
Cet article présente une liste, non exhaustive et par ordre alphabétique, des villes et villages situés dans les Îles Salomon.
| Ville ou village     | Coordonnées           | Recensement de 2009 | Île                    | Province                       |
| -------------------- | --------------------- | ------------------- | ---------------------- | ------------------------------ |
| Auki                 | 8° 46′ S, 160° 42′ E  | 6 811               | Malaita                | Province de Malaita            |
| Buala (en)           | 8° 10′ S, 159° 37′ E  | 2 700               | Santa Isabel           | Province de Isabel             |
| Gizo (Ghizo)         | 8° 06′ S, 156° 51′ E  | 6 154               | Ghizo                  | Province occidentale           |
| Honiara              | 9° 26′ S, 159° 55′ E  | 64 609              | Guadalcanal            | Province de Guadalcanal        |
| Kirakira (Kaokaona)  | 10° 26′ S, 161° 53′ E | 2 035               | Makira (San Cristobal) | Province de Makira-Ulawa       |
| Lata (Santa Cruz)    | 10° 43′ S, 165° 50′ E | 553                 | Nendo                  | Province de Temotu             |
| Munda                | 8° 20′ S, 157° 16′ E  | 4 850               | Nouvelle-Géorgie       | Province occidentale           |
| Noro                 | 8° 13′ S, 157° 13′ E  | 3 482               | Nouvelle-Géorgie       | Province occidentale           |
| Taro                 | 6° 43′ S, 156° 26′ E  | 507                 | Taro                   | Province de Choiseul           |
| Tigoa (en) (Tinggoa) | 11° 32′ S, 160° 02′ E | 220                 | Rennell (Mungava)      | Province de Rennell et Bellona |
| Tulagi (Tulaghi)     | 9° 05′ S, 160° 09′ E  | 1 333               | Tulagi                 | Province centrale              |